# Kiss Kiss Goodbye
Kiss Kiss Goodbye is een nummer van de Slowaakse singer-songwriter Adonxs, uitgebracht als single op 7 maart 2025. Adonxs vertegenwoordigde met het nummer Tsjechië op het Eurovisiesongfestival 2025, maar wist in Bazel de finale niet te bereiken.

## Achtergrond
Kiss Kiss Goodbye werd geschreven door Adam Pavlovčin, Adriano Lopes da Silva, Ines Coulon en Michaela Charvátová. De muzikale compositie is verzorgd door George Masters-Clark, Lorenzo Calvo, Ronald Janeček en Pavlovčin zelf. 
Het nummer is een powerballad die popelementen combineert in een opbouwend crescendo dat uitmondt in elektronische klanken. De tekst verkent de complexe emoties rond het einde van een relatie, waarin liefde, pijn en zoete herinneringen worden verweven.

## Eurovisiesongfestival 2025
In september 2024 bevestigde de Tsjechische omroep Česká televize haar deelname aan het Eurovisiesongfestival 2025 in Bazel, Zwitserland. Voor het eerst sinds 2021 werd opnieuw gekozen voor een interne selectie. 
De keuzeprocedure bestond uit meerdere fasen, waarbij een internationale vakjury van tien leden, een demoscopische jury bestaande uit 900 personen uit drie landen en een focusgroep samengesteld door de omroep samen Kiss Kiss Goodbye van Adonxs selecteerden als de Tsjechische inzending.
De akoestische versie van het lied werd op 4 februari 2025 voor het eerst gepresenteerd tijdens de Malta Eurovision Song Contest, de Maltese preselectie voor het Eurovisiesongfestival. De studioversie kwam op 7 maart 2025 beschikbaar op de digitale platforms.
Tijdens het Eurovisiesongfestival eindigde Adonxs in de tweede halve finale op de 12e plaats, en wist zich niet te kwalificeren voor de finale.

## Videoclip
De videoclip van Kiss Kiss Goodbye werd geregisseerd door Jiří Horenský in samenwerking met de studio's Seeya en Re:Set Production. De video verscheen gelijktijdig met de release van het nummer op het YouTube-kanaal van het Eurovisiesongfestival.